# Ricerca single-case
Single-case è il termine riservato alla ricerca sperimentale sul singolo soggetto. In questo tipo di disegno sperimentale, non vi è un gruppo o un altro soggetto di controllo, ma invece il soggetto studiato funge da controllo di sé stesso, attraverso più misure ripetute della stessa/stesse variabili. A parte questa differenza, il razionale dei disegni single-case è lo stesso dei disegni relativi ai gruppi, ovvero valutare se alcune variabili indipendenti influenzino alcuni esiti osservabili dopo averli definiti concettualmente. È anche possibile che uno studio sul caso singolo utilizzi più di un soggetto, a condizione che ogni soggetto funga da proprio controllo.
Lo studio del caso singolo può fornire conferme di leggi ritenute universali, può fornire sostegno a teorie psicoterapeutiche e migliorarne la tecnica, e può offrire informazioni su casi rari o unici . La metodologia dei disegni single-case è usata principalmente nella ricerca in psicologia, ma anche la psichiatria, l'educazione e le neuroscienze ne hanno fatto uso.

## Requisiti
Di seguito sono riportati i requisiti per i disegni a soggetto singolo:
- Valutazione continua: il comportamento dell'individuo viene osservato ripetutamente nel corso dell'intervento. Ciò garantisce che gli effetti del trattamento siano osservati abbastanza a lungo da convincere lo scienziato che il trattamento produce un effetto duraturo.
- Valutazione di base: prima di implementare il trattamento, il ricercatore deve osservare le tendenze comportamentali. Se un trattamento inverte una tendenza di base (ad esempio, le cose peggioravano col passare del tempo ma la terapia ha invertito questa tendenza), si tratta di una potente evidenza che suggerisce (sebbene non provi) un effetto del trattamento.
- Variabilità nei dati: poiché il comportamento viene valutato ripetutamente, il progetto a soggetto singolo consente al ricercatore di vedere con che coerenza il trattamento cambia il comportamento nel tempo. I progetti statistici che utilizzano grandi gruppi in genere non forniscono queste informazioni perché di solito non vengono effettuate valutazioni ripetute, e il comportamento degli individui nei gruppi non viene esaminato.

## Fasi
- Baseline: questa fase è quella in cui il ricercatore raccoglie i dati sulla variabile dipendente senza alcun intervento in atto.
- Intervento: questa fase è quella in cui il ricercatore introduce una variabile indipendente (l'intervento) e quindi raccoglie i dati sulla variabile dipendente.
- Inversione: questa fase è quella in cui il ricercatore rimuove la variabile indipendente e quindi raccoglie i dati sulla variabile dipendente.

È importante che i dati siano stabili (tendenza costante e bassa variabilità) prima che il ricercatore passi alla fase successiva. I disegni a soggetto singolo producono o approssimano tre livelli di conoscenza: (1) descrittivo, (2) correlazionale e (3) causale.

## Interpretazione dei dati
Al fine di determinare l'effetto della variabile indipendente sulla variabile dipendente, il ricercatore traccia un grafico dei dati raccolti e ispeziona visivamente le differenze tra le fasi. Se esiste una chiara distinzione tra baseline e intervento, e quindi i dati ritornano agli stessi livelli durante l'inversione, viene dedotta una relazione funzionale tra le variabili. A volte, l'ispezione visiva dei dati dimostra i risultati che i test statistici non riescono a trovare.
Nell'interpretazione, la strategia generale di tutta la ricerca sul caso singolo è quella di utilizzare il soggetto in esame come proprio controllo: la logica sperimentale sostiene che il comportamento di baseline del soggetto debba corrispondere al suo comportamento nella fase di intervento, a meno che l'intervento non provochi un cambiamento.

## Limitazioni
I progetti di ricerca che utilizzano gruppi sono tradizionalmente pianificati in modo tale che la maggior parte dei dettagli su quando e verso chi verrà introdotto l'intervento siano decisi prima dell'inizio dello studio. Tuttavia, nei progetti a soggetto singolo, queste decisioni vengono spesso prese man mano che i dati vengono raccolti. Inoltre, non esistono regole ampiamente concordate per l'alterazione delle fasi, quindi questo potrebbe portare a idee contrastanti su come condurre un esperimento di ricerca single-case.
Le principali critiche ai disegni a soggetto singolo sono:
- Effetti di trascinamento: i risultati della fase precedente vengono trascinati nella fase successiva.
- Effetti dell'ordine: l'ordinamento (sequenza) dell'intervento o del trattamento influisce sui risultati.
- Irreversibilità: una volta che si verifica un cambiamento nella variabile indipendente, la variabile dipendente viene influenzata. Questo non può essere annullato semplicemente rimuovendo la variabile indipendente.
- Problemi etici: la revoca del trattamento prevista dal disegno sperimentale può a volte presentare problemi etici e di fattibilità.